# Paullu Inca
 (mars 2014).
Si vous disposez d'ouvrages ou d'articles de référence ou si vous connaissez des sites web de qualité traitant du thème abordé ici, merci de compléter l'article en donnant les références utiles à sa vérifiabilité et en les liant à la section « Notes et références ».
Paullu Inca (v. 1518 - 1549) est le fils de l'empereur inca Huayna Capac, demi-frère de Huascar, Atahualpa et Manco Capac II. Il accompagne Diego de Almagro, associé de Francisco Pizarro, au cours de la première tentative d'expédition de conquête du Pérou en 1535.
En 1537 alors que Manco Capac organise la rébellion contre les Pizarro, Almagro l'intronise comme Sapa Inca fantôche à Cuzco. Manco s'enfuit alors à Vilcabamba. 
Paullu adopte la culture espagnole et est baptisé en 1545.